# Cippus

Formen von Cippi

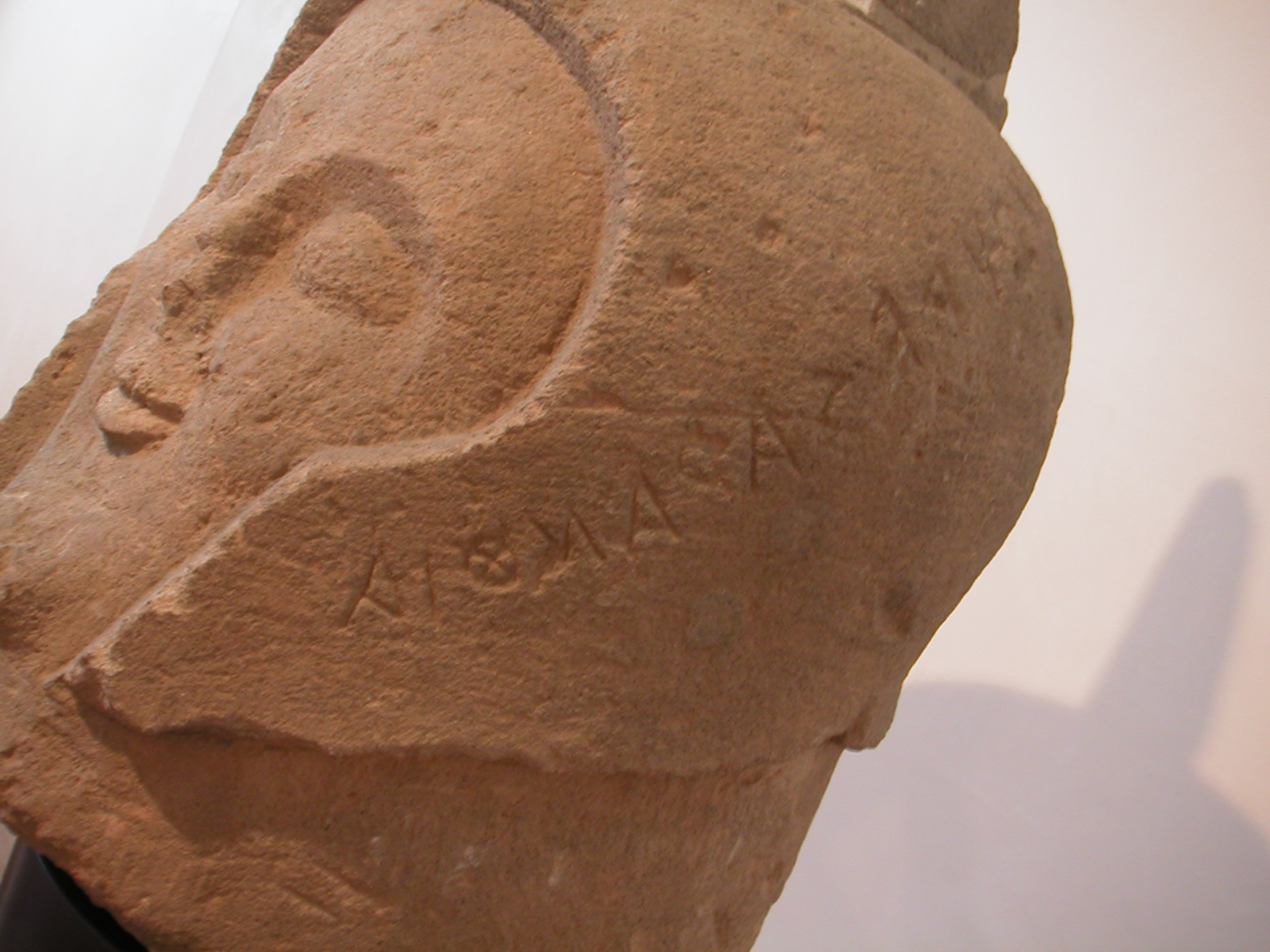
Kriegerkopfcippus

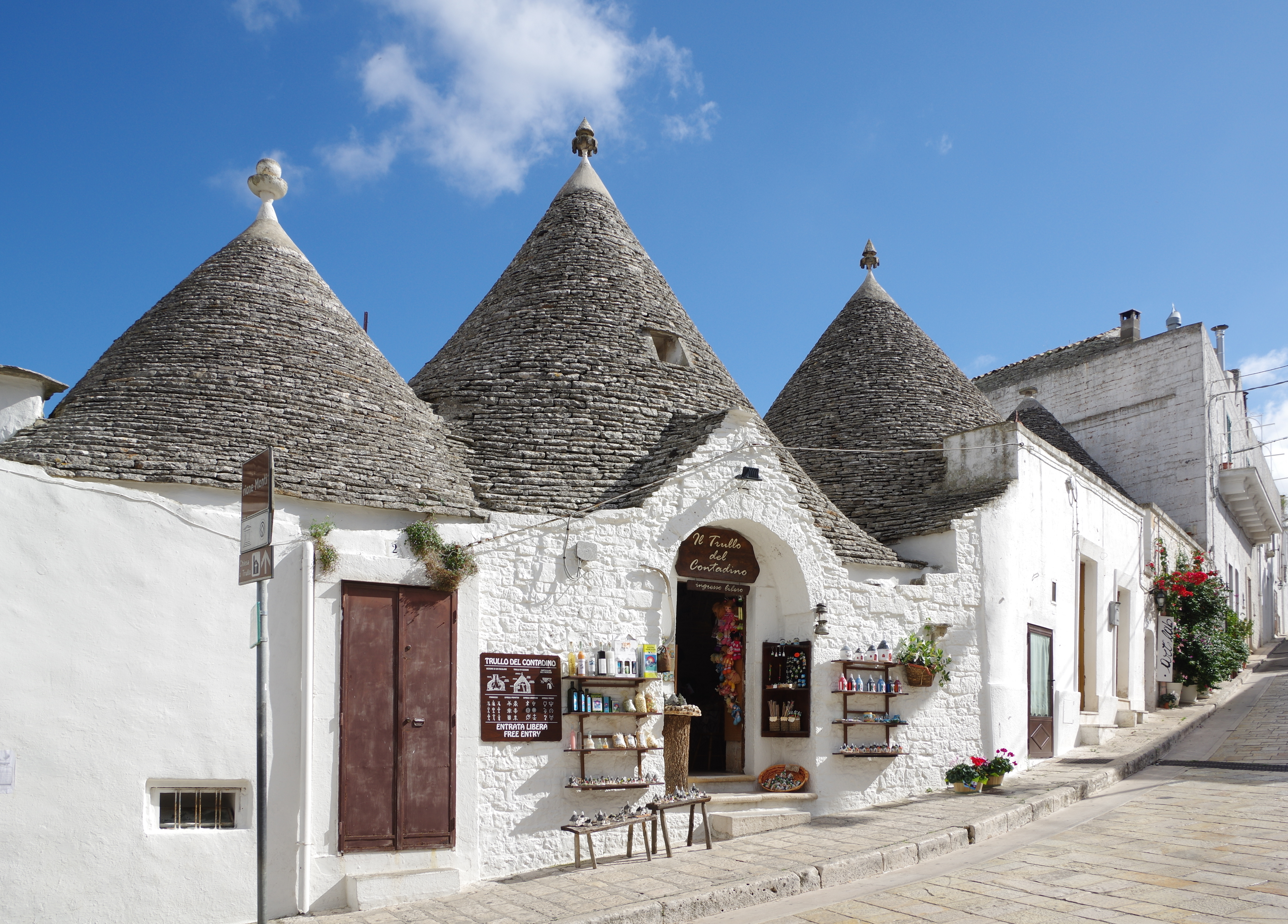
Trullo in Alberobello/Apulien

Als Cippus (lateinisch „Spitzpfahl“; Plural cippi) werden antike Grenzzeichen und Grenzsteine aus Holz oder Stein bezeichnet. Bei den steinernen Exemplaren bezeichneten Inschriften ihre Funktion oder das zugehörige Areal, das sie begrenzten. Dies konnten Heiligtümer und Tempelareale, in Rom die Grenzen des Pomeriums, der Verlauf von Aquädukten und Wegstrecken sein. Oft wird auf ihnen der Name des Aufstellenden oder die Entfernung zum nächsten Cippus erwähnt. In Reihen aufgestellte Cippi wurden außerdem oft durchnummeriert. Wie die Areale von Heiligtümern konnten sie auch die Grenzen von Grabanlagen oder die Grabanlage selbst kennzeichnen. Wurden hierfür in der Regel ein oder zwei, bisweilen auch vier Cippi genutzt, konnten in Einzelfällen auch bis zu zehn Cippi eingesetzt werden. 

## Etruskische Cippi
Als Cippi werden auch etruskische Grabsteine bezeichnet, die je nach Ort und Entstehungszeit (800–100 v. Chr.) verschieden geformt sind. Cippi wurden in der Regel als Stele, Säule oder Skulptur im Dromos eines etruskischen Grabes oder am Grabeingang aufgestellt, teils auch als Grabkrönung (Grabaufsatz) verwandt. Der Cippus hatte darüber hinaus magisch-religiöse Bedeutung.  
Cippi besaßen Würfel-, Knauf-, Zwiebel-, Eier-, Kugel- oder Walzenform. Es bestehen Zusammenhänge zwischen gewissen Cippus-Formen und der Darstellung etruskischer Kanopen: Urnen, die als menschliche Oberkörper mit angedeuteten Gliedmaßen und einem Kopf als Deckel gestaltet waren. 
- In Cerveteri waren die Cippi weiblicher und männlicher Bestattungen verschieden. Männliche Tote erhielten eine Säule (Phallus), Frauen kleine Häuser bzw. Tempel.
- Eine Verschmelzung von Aschengefäß und Cippus liegt bei den so genannten Pietrafetida-Denkmälern (6.–5. Jahrhundert v. Chr.) aus der Umgebung von Chiusi vor. Sie enthalten in einer Öffnung ihres Sockels die Asche der Toten.
- In Orvieto fanden sich zwei so genannte Kriegerkopfcippi mit Abbildungen menschlicher Köpfe (spätes 6. Jahrhundert v. Chr.).
- In Perugia verwandte man kannelierte Säulen mit Akanthusknospen.
- Ab dem 4. Jahrhundert v. Chr. weisen Cippi auch Namensinschriften auf.

Der so genannte „Cippus Abellanus“ (in oskischer Sprache) ist ebenso wie der „Cippus Perusinus“ kein Grabstein. Letzterer ist ein etwa 125 Wörter in 46 Zeilen umfassendes Abkommen zwischen zwei Familien über die Festlegung von Grundstücksgrenzen.

## Punische Cippi
Karthagische Cippi besitzen eine Basis in Form des Sockels ägyptischer Stelen, die mitunter auch als Cippi bezeichnet werden („Cippi Metternich“ im Britischen Museum). Punische Cippi fanden sich in Nordafrika, aber auch auf Sardinien (Cagliari, Teti, Tharros), auf Sizilien (Mozia) und in Spanien (Huelva und Castelldefels/Barcelona). Für die Wissenschaft bedeutsam waren die auf Malta gefundenen Cippi des Melqart, die eine phönizische und eine griechische Inschrift tragen. Sie ermöglichten es erstmals, das phönizische Alphabet zu verstehen.

## Apulische Cippi
In Apulien werden die symbolischen Schlusssteine auf den dort üblichen Trulli ebenfalls als Zippus oder Cippus bezeichnet. Trulli, auch Furnieddhi oder Pajuru, sind Kraggewölbebauten aus Trockenmauerwerk und werden ohne Mörtel errichtet. Die schuppenartigen dunklen Bruchsteindächer geben dem weiß getünchten Trullo, der ursprünglich in den Feldern und nicht im Ort stand, sein charakteristisches Aussehen.
Durch ihre Bauweise aus massivem Naturstein mit sehr dicken Wänden und winzigen Fenstern bieten die Trulli einen guten Schutz gegen die anhaltende Sommerhitze in Apulien, weil sich das Innere nur langsam aufheizt. Im Winter hingegen speichert ein Trullo für lange Zeit die Wärme, die durch einen offenen Kamin erzeugt wird.